# Mundilfari (Mond)
Mundilfari (auch Saturn XXV) ist einer der kleineren äußeren Monde des Planeten Saturn.

## Entdeckung
Die Entdeckung von Mundilfari durch ein Team bestehend aus Brett Gladman, John J. Kavelaars, Jean-Marc Petit, Hans Scholl, Matthew J. Holman, Brian G. Marsden, Philip D. Nicholson und Joseph A. Burns auf Aufnahmen vom 23. September bis zum 27. November 2000 wurde am 7. Dezember 2000 bekannt gegeben. Mundilfari erhielt zunächst die vorläufige Bezeichnung S/2000 S 9. Benannt wurde der Mond nach Mundilfari, einem Riesen aus der nordischen Mythologie.

## Bahndaten
Mundilfari umkreist Saturn auf einer exzentrischen Bahn in einem mittleren Abstand von 18.722.000 km in 951 Tagen und 13 Stunden. Die Bahnexzentrizität beträgt 0,2078. Die Bahn ist 167,461° gegen die Ekliptik geneigt und damit retrograd, d. h., der Mond läuft entgegengesetzt zur Rotationsrichtung des Saturn um den Planeten.

## Aufbau und physikalische Daten
Mundilfari besitzt einen Durchmesser von etwa 7 km, und ein Tag-Nacht-Zyklus dauert etwa 6¾ Stunden. Das ist die zweitkürzeste bislang bekannte Rotationsperiode für einen Mond im gesamten Sonnensystem.
Mit einer scheinbaren Helligkeit von 23,8m ist Mundilfari ein äußerst lichtschwaches Objekt.